# هيلين جونز كيرتلاند
هيلين جونز كيرتلاند (بالإنجليزية: Helen Johns Kirtland)‏ هي صحفية ومراسلة عسكرية ومصورة أمريكية، ولدت في 28 مارس 1890، وتوفيت في 3 أكتوبر 1979 في برونكسفيل في الولايات المتحدة.